# 地獄哪有那麼HIGH
《地獄那有那麼HIGH》（トゥー ヤング トゥー ダイ! わかくしてしぬ，TYTD）是2016年6月25日上映的日本電影，是宮藤官九郎主要導演作品之一，並且也是TOKIO的長瀨智也以及神木隆之介雙主演作。

## 概要
最初預計於2016年2月6日上映，但由於本作劇情中發生的遊覽車翻覆交通意外會讓人聯想到當年1月15日發生的輕井澤滑雪場巴士翻覆事件，1月20日宣布電影延期上映。電影搶先在1月13日舉辦完成披露試映會。另外為了宣傳本作，以主角長瀬・神木為首的演員們參加的電視節目在未被其他節目替換的情況下，如預期般向大眾正常播放。
還有在本作劇情中出現，專屬於地獄的搖滾樂團『地獄圖（ヘルズ）』的成員們即長瀨、神木、桐谷健太、清野菜名等人也為了電影宣傳，一起參與戶外搖滾祭「TOKYO METROPOLITAN ROCK FES TIVAL」的演出，並因此擔任開場嘉賓 。另外上映前一天，他們參與朝日電視台的節目「MUSIC STATION」的演出。
此外，本作也獲邀參加第45屆鹿特丹影展・VOICES部門，以及第40屆香港國際電影節，以及第29屆東京國際影展・Japan Now部門正式上映。

## 故事大綱
校外教學時，不幸遇到搭乘的巴士發生意外的男高中生‧關大助在醒來以後，眼前竟然出現充滿火焰的漩渦以及有許多人受罰的場景。就算知道自己已經下了地獄，但因為還沒有向同學‧手塚廣美告白就這樣死掉而感到遺憾的大助，在他眼前出現了在地獄農業高中輕音樂部擔任顧問的搖滾樂團‧地獄圖（ヘルズ）的隊長‧殺手K。殺手K告訴他有機會能夠透過閻王的裁決而轉世到人世。於是大助在殺手K的指導以及特訓下，決定要展開從地獄回到人世的戰鬥。

## 角色
- 殺手K（近藤善和）：長瀨智也
- 關大助：神木隆之介
- 龜井直美（死神）：尾野真千子
- 手塚廣美：森川葵
- COZY：桐谷健太
- 邪子：清野菜名
- 和田純子：皆川猿時
- 修羅：シシド・カフカ
- 松浦：古舘寛治
- 鬼肌：清
- 閻魔校長：古田新太
- 手塚廣美（37歳・47歳）：宮澤理惠
- 大助之母・よしえ：坂井真紀
- 廣美之女：山田杏奈[8]
- 松浦(17歳)：三河悠冴
- 佛祖：荒川良良
- 神：瑛蓮
- MOJA・MJ：みうらじゅん
- 鬼吉他手：Char
- 地獄搖滾挑戰者：野村義男，ゴンゾー
- 純子A：馬蒂•弗里德曼 (音樂家)
- 純子B：ROLLY
- 地獄輕音樂部：快速東京
- 想唱歌的小鬼：木村充揮
- 鬼警衛：關本大介
- 綠鬼：ジャスティス岩倉
- 牛頭：烏丸せつこ
- 馬頭：田口トモロヲ
- 鬼野：片桐仁（ラーメンズ）
- 黃鬼：小泉博康
- OMEN藤本：藤本賢一
- 主播：平井理央
- 我慢汁：中村獅童

## 工作人員
- 導演・劇本：宮藤官九郎
- 製作：長澤修一，市川南，藤島ジュリーK.，井上肇，畠中達郎，長坂まき子，高橋誠，宮本直人
- 管理・製作人：豊島雅郎，上田太地
- 製作人：宇田充，長坂まき子，臼井央
- ライン・製作人：坂本忠久
- 音樂製作人：安井輝
- 攝影：相馬大輔（J.S.C.）
- 照明：佐藤浩太
- 美術（地獄）：桑島十和子
- 美術（現世）：小泉博康
- 裝飾：西尾共未
- 錄音：藤本賢一
- VFX監督：道木伸隆
- 色彩導演：齋藤精二
- 音響効果：岡瀬晶彦
- 編輯：宮島竜治（J.S.E.）
- 音樂：向井秀德
- 主題曲作曲：KYONO
- 場記：北濱優佳
- 造型師：伊賀大介
- 衣裳：荒木里江
- 髮型導演：山﨑聡
- 髮型設計：百瀬広美，風間啓子
- 特殊化妝・造形：中田彰輝
- 編舞：八反田リコ
- 動作指導：小池達朗
- 操演：島尻忠次
- 動物訓練員：馬場光弘，内藤教夫
- 助理監督：高橋正弥
- 製作担当：大田康一
- 配角製作人：坪井あすみ
- 宣傳設計：細川寿樹
- 宣伝製作人：遠藤正広
- 特別協助：イー・エス・ピー，靜岡縣裾野市，オカダヤ新宿本店
- 發行：東宝，Asmik Ace
- 製作公司：Asmik Ace
- 製作：Asmik Ace，東宝，J Storm，巴而可，Amuse，大人計画，KDDI，GYAO!

## 原聲帶
『地獄那有那麼HIGH！地獄之歌地獄』（ジェイ・ストーム／2016年6月22日発売）

## 得獎
- 第15屆紐約亞洲影展（2016年）
  - 觀眾獎[9]

## 備註
1. ↑  . 電影ナタリー. 2016-03-29  [2016-03-29]. （原始内容存档于2016-03-29）.
2. ↑  . 產經新聞. 2016-01-20  [2017-01-24]. （原始内容存档于2016-10-12）.
3. ↑  . 電影ナタリー. 2016-05-21  [2017-01-24]. （原始内容存档于2017-02-02）.
4. ↑  . 電影ナタリー. 2016-06-17  [2017-01-24]. （原始内容存档于2017-02-02）.
5. ↑  . 電影ナタリー. 2016-02-03  [2017-01-19]. （原始内容存档于2017-07-02）.
6. ↑  . 電影ナタリー. 2016-03-29  [2016-03-29]. （原始内容存档于2016-03-30）.
7. ↑  . 電影ナタリー. 2016-10-26  [2017-01-24]. （原始内容存档于2017-02-02）.
8. ↑  . モデルプレス. 2016-06-25  [2017-01-24]. （原始内容存档于2016-11-04）.
9. ↑  . 電影ナタリー. 2016-07-14  [2017-01-24]. （原始内容存档于2017-02-02）.

## 外部連結
- 官方网站
- 地獄圖（ヘルズ）（页面存档备份，存于） - J Storm
- 電影 地獄那有那麼HIGH！的X（前Twitter）